# Prestmåsøya
67°36′36.3″N 15°9′25.4″Ø / 67.610083°N 15.157056°Ø
Prestmåsøya er en ø i Sørfold kommune i Nordland fylke i Norge. Øen ligger inderst i Folda, ved indløbet til Sagfjorden og Sørfolda, og har et areal på 4,21 kvadratkilometer, og er 	3,4 km lang og 
1,7 km bred. Højeste punkt på Prestmåsøya er 255 moh.